# Motor magnetic Perendev

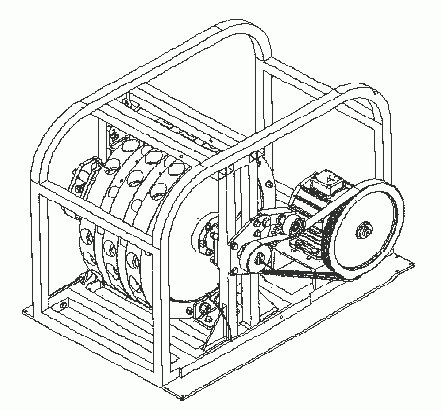
Exemplu de motor magnetic Perendev

Motor magnetic Perendev sau motorul cu magneți Perendev este un motor ipotetic capabil să exploateze energia magnetică dintre magneți pentru a pune în mișcare un rotor. Perendev este un acronim pentru Permanent Energy Device. În 2004 a fost depusă o cerere internațională de brevet de către un anume Mike Brady, respinsă ca nebrevetabilă de Oficiul European de Brevete (cererea de brevet a fost ulterior abandonată).
Ideea de bază este că motorul este capabil să genereze o astfel de mișcare perpetuă încât să devină o sursă nelimitată de energie. Cu toate acestea, legile fizicii exclud mișcarea perpetuă și generarea de energie din nimic și, cu unele noțiuni de fizică, este ușor de explicat de ce această mașină nu poate funcționa.
Proiectul presupune aplicarea mai multor magneți pe suprafața delimitată de circumferința rotorului și a unui magnet extern fix. Forța de respingere dintre magneți ar face ca rotorul să se rotească ceea ce ar aduce următorul magnet în poziția celui precedent, reîncepând astfel mișcarea.
Faima acestui motor se datorează în principal prezenței pe internet a numeroase videoclipuri care arată un astfel de motor funcțional. Simplitatea proiectului a stârnit mult interes, atât de mult încât mulți oameni și-au propus să construiască un motor magnetic, dar fără rezultat. Complexitatea în construcția proiectelor este adesea considerată ca o explicație pentru eșecurile în implementare. Cu toate acestea, nicio demonstrație oficială nu a fost făcută vreodată cu privire la funcționarea acestui motor.